# Läänemaa
Läänemaa (in estone Lääne maakond, "Occidentale") è una delle 15 contee dell'Estonia, situata nella parte occidentale del Paese e affacciata sul Mar Baltico.
Bagnata a nord e a ovest dal Mar Baltico, comprende la costa dirimpetto alle isole di Saaremaa e Hiiumaa e confina a nord est con Harjumaa, a est con Raplamaa e a sud con Pärnumaa.

## Geografia antropica
La contea è divisa in 12 comuni: uno urbano (in estone linn; una seconda città, Lihula, è parte di un comune rurale) e 11 rurali (in estone vald).

### Comuni urbani
- Haapsalu

### Comuni rurali

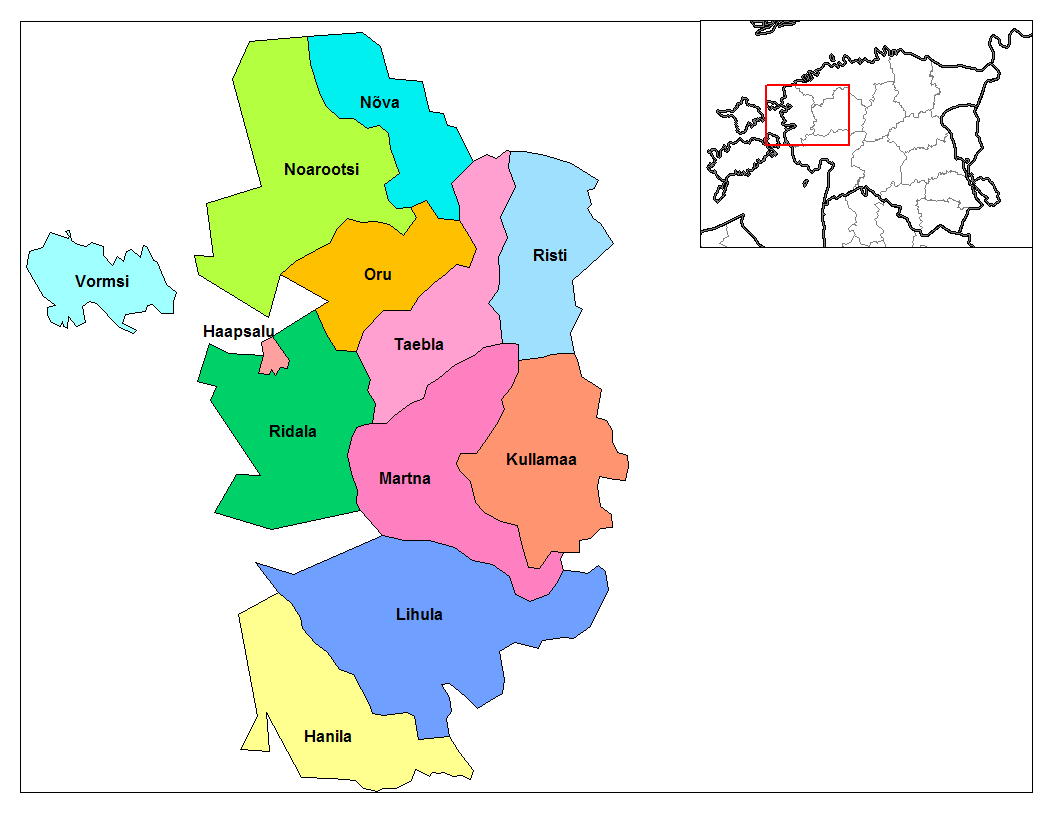
I comuni nella contea di Läänemaa

- Hanila
- Kullamaa
- Lihula
- Lääne-Nigula
- Martna
- Noarootsi
- Nõva
- Ridala
- Vormsi